# Shigeto Miki
Pour les articles homonymes, voir Miki.
Shigeto Miki (三木 滋人, Miki Shigeto) est un directeur de la photographie japonais né le 26 décembre 1902 dans la préfecture d'Ehime et mort le 21 octobre 1968. Il est crédité sous son vrai nom de Minoru Miki (三木 稔, Miki Minoru) de ses débuts jusqu'en 1938. Il a notamment collaboré a de nombreuses reprises avec Kenji Mizoguchi et Masahiro Makino.

## Biographie
Shigeto Miki est directeur de la photographie sur plus de 260 films entre 1925 et 1965. 
Il a tourné pour de nombreuses sociétés de production, Makino Production (ja), Teikoku Kinema Engei (ja), Shinkō Kinema, Daiichi Eiga, Shōchiku, etc. avant de travailler de manière exclusive avec le studio de Kyoto de la Tōei de la création de l'entreprise au début des années 1950 jusqu'à la fin de sa carrière,.

## Filmographie partielle

### Sous le nom de Minoru Miki
- 1927 : Mortifications hebdomadaires (週間苦行, Shūkan kugyō?) de Masahiro Makino
- 1927 : Kurama Tengu ibun: Kakubei jishi (鞍馬天狗異聞 角兵衛獅子?) de Shōzō Makino
- 1928 : Le Chéri (愛しき彼, Kanashiki kare?) de Masahiro Makino
- 1928 : Chronique d'une vengeance (仇討殉情録, Adauchi junjōroku?) de Masahiro Makino
- 1928 : Quartier des ronin I (浪人街 第一話 美しき獲物, Rōningai dai-ichiwa: Utsukushiki emono?) de Masahiro Makino
- 1929 : Quartier des ronin II (浪人街 第二話 楽屋風呂第, Rōningai dai-niwa: Gakuya-buro?) de Masahiro Makino
- 1929 : Quartier des ronin III (浪人街 第三話 憑かれた人々, Rōningai dai-sanwa: Tsukareta hitobito?) de Masahiro Makino
- 1933 : La Fête à Gion (祇園祭, Gion matsuri?) de Kenji Mizoguchi
- 1934 : Vents sacrés (神風連, Jinpu-ren?) de Kenji Mizoguchi
- 1935 : La Cigogne en papier (折鶴お千, Orizuru Osen?) de Kenji Mizoguchi
- 1935 : Oyuki la vierge (マリヤのお雪, Maria no Oyuki?) de Kenji Mizoguchi
- 1935 : Les Coquelicots (虞美人草, Gubijinsō?) de Kenji Mizoguchi
- 1936 : Hatsusugata (初姿?) de Tazuko Sakane
- 1936 : L'Élégie d'Osaka (浪華悲歌, Naniwa erejii?) de Kenji Mizoguchi
- 1936 : Les Sœurs de Gion (祇園の姉妹, Gion no shimai?) de Kenji Mizoguchi
- 1937 : L'Impasse de l'amour et de la haine (愛怨峡, Aien kyō?) de Kenji Mizoguchi

### Sous le nom de Shigeto Miki
- 1939 : Conte des chrysanthèmes tardifs (残菊物語, Zangiku monogatari?) de Kenji Mizoguchi
- 1940 : La Femme de Naniwa (浪花女, Naniwa onna?) de Kenji Mizoguchi
- 1944 : Trois Générations de Danjurō (団十郎三代, Danjurō sandai?) de Kenji Mizoguchi
- 1944 : L'Histoire de Musashi Miyamoto (宮本武蔵, Miyamoto Musashi?) de Kenji Mizoguchi
- 1945 : L'Épée Bijomaru (名刀美女丸, Meitō bijomaru?) de Kenji Mizoguchi
- 1946 : Cinq Femmes autour d'Utamaro (歌麿をめぐる五人の女, Utamaro o meguru gonin no onna?) de Kenji Mizoguchi
- 1947 : L'Amour de l'actrice Sumako (女優須磨子の恋, Joyū Sumako no koi?) de Kenji Mizoguchi
- 1950 : Danpei le tueur (殺陣師段平, Tateshi Danpei?) de Masahiro Makino
- 1957 : Le Passage du grand Bouddha, partie 1 (大菩薩峠, Daibosatsu tōge?) de Tomu Uchida
- 1958 : Le Passage du grand Bouddha, partie 2 (大菩薩峠 第二部, Daibosatsu tōge: Dainibu?) de Tomu Uchida
- 1959 : Le Passage du grand Bouddha, partie 3 (大菩薩峠 完結篇, Daibosatsu tōge: Kanketsu hen?) de Tomu Uchida
- 1959 : Yukinojo joue plusieurs rôles (雪之丞変化, Yukinojō henge?) de Masahiro Makino
- 1960 : Yatarō gasa (弥太郎笠?) de Masahiro Makino
- 1963 : Hengen murasaki zukin (変幻紫頭巾?) d'Eiichi Kudō
- 1964 : La Légende des yakuzas (日本侠客伝, Nihon kyōkakuden?) de Masahiro Makino
- 1965 : La Légende des yakuzas : Osaka (日本侠客伝 浪花篇, Nihon kyōkakuden: Naniwa hen?) de Masahiro Makino